# Frasnay-Reugny
Frasnay-Reugny è un comune francese di 72 abitanti situato nel dipartimento della Nièvre nella regione della Borgogna-Franca Contea.

## Società

### Evoluzione demografica
Abitanti censiti